# Erich Baur
Erich Baur (Taufname: Erich Maria Hubert) (* 28. Oktober 1879 in Köln; † 16. August 1956 in Bad Godesberg) war ein deutscher Verwaltungsbeamter und Oberbürgermeister der Stadt Bottrop.

## Leben

### Herkunft und Bildung
Im April 1900 machte Erich Baur das Abitur, nachdem er das städtische Gymnasium Köln besucht hatte. Es schloss sich ein Studium der Rechtswissenschaften in den Studienorten Freiburg, Berlin, Heidelberg und Bonn an. Er war Mitglied der katholischen Studentenverbindungen KDStV Ripuaria Freiburg im Breisgau, AV Hansea Berlin, KDStV Arminia Heidelberg und KDStV Bavaria Bonn. Den Abschluss des Studiums bildete die erste juristische Staatsprüfung am 23. Mai 1903 beim Oberlandesgericht Köln.
Nach Tätigkeiten als Gerichtsreferendar in Bensberg und Köln promovierte er im Sommer 1906 in Freiburg. Bevor er von Januar 1908 bis Januar 1909 juristischer Hilfsarbeiter bei der Stadt Eschweiler wurde, legte er am 10. Dezember 1907 das zweite Staatsexamen ab. Nach Tätigkeiten als Richter am Amtsgericht Köln, Notarverweser in Xanten sowie juristischer Mitarbeiter bei der Rheinischen Provinzialverwaltung kam Baur im April 1910 zur Stadtverwaltung Recklinghausen, wo er Magistratsassessor wurde.

### Politische Ämter
Seine Wahl zum Beigeordneten der Stadt fiel auf den 8. September 1915. Mit der Bestätigung durch das Preußische Staatsministerium wurde er am 26. Oktober 1915 in sein Amt eingeführt. Nachdem er im Jahre 1919 zum zweiten Bürgermeister der Stadt gewählt worden war, schied er im April 1920 aus dem Amt aus, weil er in Bottrop zum Bürgermeister gewählt worden war. Ab September 1921 führte er hier den Titel Oberbürgermeister. Am 17. Februar 1923 verhaftete ihn die französische Besatzungsmacht wegen Gehorsamsverweigerung. Er wurde deswegen von einem Militärgericht zu einer Freiheitsstrafe von einem Jahr verurteilt. Nach seinem Eintritt in den Ruhestand zum 30. September 1933 wurde er ein Jahr später als Rechtsanwalt zugelassen. Am 1. Mai 1934 nahm er diese Tätigkeit in Bad Godesberg auf.
Baur war Mitglied der Deutschen Zentrumspartei.